# Култер, Аллен
Аллен Култер (англ. Allen Coulter) — американский режиссёр кино и телевидения, сценарист, продюсер, участвующий в большинстве успешных телевизионных передачах. Он снял два полнометражных фильма, «Смерть Супермена», касающийся сомнительной смерти Джорджа Ривза с Эдриеном Броуди, Дайан Лейн и Беном Аффлеком в главных ролях, и фильм 2010 года «Помни меня».

## Биография
Аллен Култер родился в Колледж-Стейшен, Техас. Он пошёл учиться искусству театральной режиссуры в Техасский университет в Остине, после чего он переехал в Нью-Йорк преследовать карьеру в кино.

## Фильмография
- 2006 — Смерть Супермена / Hollywoodland
- 2010 — Помни меня / Remember Me

## Телевидение
- Секретные материалы / The X-Files (1993) 1 эпизод:
  - эпизод 5.17 «Все души»
- Тысячелетие / Millennium (1996) 3 эпизода:
  - эпизод 2.02 «Осторожно, злая собака»
  - эпизод 2.14 «Дом с вредителями»
  - эпизод 2.17 «Сирена»
- Секс в большом городе / Sex and the City (1998) 9 эпизодов:
  - эпизод 2.01 «Отведи меня на бейсбол»
  - эпизод 2.02 «Ужасная правда»
  - эпизод 2.03 «Шоу капризов»
  - эпизод 2.04 «Одиноких пристреливают, не правда ли?»
  - эпизод 2.05 «4 женщины и одни похороны»
  - эпизод 3.17 «Как аукнется, так и откликнется»
  - эпизод 3.18 «Кукареку»
  - эпизод 4.03 «Определить — значит понять»
  - эпизод 4.04 «Причём тут секс?»
- Клан Сопрано / The Sopranos (1999) 12 эпизодов:
  - эпизод 1.05 «Колледж»[2]
  - эпизод 1.12 «Изабелла»[3]
  - эпизод 2.01 «Парень идёт к психиатру...»[4]
  - эпизод 2.07 «D-девочка»[5]
  - эпизод 2.08 «Цельнокожаная куртка»[6]
  - эпизод 2.12 «Рыцарь в блестящих доспехах»[7]
  - эпизод 3.01 «Недалеко от мистера Руджерио»[8]
  - эпизод 3.06 «Университет»[9]
  - эпизод 3.08 «Он воскрес»[10]
  - эпизод 4.01 «Для всех долгов, публичных и частных»[11]
  - эпизод 5.05 «Неоднородная по краям»[12]
  - эпизод 5.11 «Тест-сон»[13]
- Клиент всегда мёртв / Six Feet Under (2001) 1 эпизод:
  - эпизод 1.08 «Перекрёстки»[14]
- Рим / Rome (2005) 1 эпизод:
  - эпизод 1.05 «Таран коснулся Стены»
  - эпизод 2.02 «Сын Аида»
- Схватка / Damages (2007) 1 эпизод:
  - эпизод 1.01 «Найдите адвоката»
- Закон и порядок / Law & Order (2008) 1 эпизод:
  - эпизод 18.1 «Звонок домой»
- Сыны анархии / Sons of Anarchy (2008) 1 эпизод:
  - эпизод 1.01 «Пилот» (вместе с Майклом Диннером)
- Сестра Джеки / Nurse Jackie (2009) 1 эпизод:
  - эпизод 1.01 «Пилот»
- Закон и порядок: Лос-Анджелес / Law & Order: LA (2010) 1 эпизод:
  - эпизод 1.01 «Голливуд»
- Подпольная империя / Boardwalk Empire (2010) 9 эпизодов:
  - эпизод 1.07 «Дом»[15]
  - эпизод 1.11 «Парижская зелень»[16]
  - эпизод 2.07 «Старая заноза»
  - эпизод 2.11 «Под Божьей властью процветает»
  - эпизод 3.07 «Праздничный костюм»
  - эпизод 3.11 «Двое вне закона»
  - эпизод 4.03 «Акры алмазов»
  - эпизод 4.06 «Полярная звезда»
  - эпизод 4.11 «Гавр-де-Грейс»
  - эпизод 5.02 «Хороший слушатель»
- Карточный домик / House of Cards (2013) 2 эпизода:
  - эпизод 12 «глава 12»
  - эпизод 13 «глава 13»
- За пределами / Extant (2014) 1 эпизод:
  - эпизод 1 «Вход в плотные слои атмосферы»
- Винил / Vinyl (2016) 3 эпизода:
  - эпизод 1.02 «Снова вчера»
  - эпизод 1.07 «Король и я»
  - эпизод 1.10 «Алиби»